# 塞西爾 (阿拉巴馬州)
塞西爾（英語：Cecil）是一個位於美國阿拉巴馬州蒙哥馬利縣的非建制地區。該地的面積和人口皆未知。

## 地理
塞西爾的座標為32°18′10″N 86°00′31″W / 32.30278°N 86.00861°W，而該地的平均海拔高度為73米（即239英尺）。